# Плановый язык
Пла́новый язы́к — международный искусственный социализованный язык, то есть язык, созданный для международного общения и применяемый на практике.
Возникновение термина плановый язык связано с попытками избежать эпитета «искусственный», который, во-первых, недостаточно точен (поскольку элементы искусственности присущи и стихийно развивавшимся национальным языкам), а во-вторых, зачастую вызывает негативные ассоциации. Разные интерлингвисты предлагали другие варианты, например:
- международный язык (то есть через цель языка, его предназначение), а также варианты этого названия (interlingua и др.);
- сконструированный язык (англ. constructed language, нем. konstruierte Sprache, эсп. konstruita lingvo);
- плановый язык (англ. planned language, нем. Plansprache, эсп. planlingvo);
- вспомогательный язык (англ. auxiliary language, фр. langue auxiliaire, эсп. helplingvo);
- второй язык (англ. second language, фр. deuxième langue, эсп. dualingvo).

Постепенно первые три варианта приобрели более узкое и специфичное значение, а именно:
- международный язык — любой язык, использующийся для общения людей разных стран (естественный или искусственный); ср. язык межнационального общения;
- сконструированный язык — любой искусственный язык, предназначенный для общения людей (международный или немеждународный);
- плановый язык — искусственный международный язык (то есть входящий одновременно в обе предыдущие группы).

В англоязычных источниках встречается также термин:
- зонально сконструированный язык (англ. zonal constructed language) — то есть международный сконструированный язык, созданный для определённой группы языков или определённого региона, например, для славян, для носителей языков германской группы, для европейцев, для севера Европы и т. п.

Что же касается термина «вспомогательный», то он стал применяться для более точного определения роли международного языка как побочного средства общения, не предназначенного для замены национальных языков (в отличие от всеобщего языка).
Сергей Николаевич Кузнецов предложил считать плановыми языками лишь те из искусственных международных языков, которые реализовались в общественном употреблении (социализовались), так как «…языки этой группы составляют особый класс языков человеческого общества и формируют вместе с естественными языками языковую ситуацию современного мира».
В связи с этим языки, не испытавшие заметного развития и использования обществом, называются проектами (лингвопроектами). Немецкий лингвист Детлев Бланке разработал классификацию искусственных языков по их реализованности и выделил 18 признаков-ступеней, которые свидетельствуют о превращении проекта языка в реально функционирующий язык (см. проект языка).
Термин плановый язык может употребляться в интерлингвистической литературе и в других смыслах, как правило, сужающих или расширяющих вышеприведённое определение. В первом случае под единственным плановым языком понимается эсперанто (в частности, Детлев Бланке), в других — любой объект языкового планирования. В обоих случаях этот термин, по словам Кузнецова С. Н., «теряет присущую ему специфику и перекрывается другими терминами, что показывает нецелесообразность ни слишком узкого, ни слишком широкого истолкования…»
Зачастую под плановым языком понимают сконструированный язык (например, токипона не претендует на международность, поэтому не является плановым языком в строгом смысле слова, однако её распространённость сделала её сначала международным проектом, а затем практически вывела язык из разряда проектов).